# Епархия Гонконга
 Епархия Гонконга  (лат. Dioecesis Sciiamchiamensis) — епархия Римско-Католической церкви с центром в городе Гонконг, Китай. Епархия Гонконга входит в митрополию Гуанчжоу. Кафедральным собором епархии Гонконга является церковь Непорочного зачатия Пресвятой Девы Марии.

## История
22 апреля 1841 года Римский папа Григорий XVI издал апостольское послание Hong Kong con le sei leghe, которым учредил апостольскую префектуру Гонконга для духовного попечения над ирландцами, служивших в английской армии. Первоначально апостольская префектура Гонконга находилась под руководством епископа Макао.
В 1842 году началось строительство собора Непорочного зачатия Пресвятой Девы Марии.
11 апреля 1946 года Римский папа Пий XII издал буллу Quotidie Nos, которой преобразовал апостольскую префектуру Гонконга в епархию.

## Ординарии епархии
- епископ Timoleone Raimondi (27.12.1868 −27.12.1894);
- епископ Luigi Piazzoli (11.01.1895 — 26.12.1904);
- епископ Enrico Valtorta (8.03.1926 — 3.09.1951);
- епископ Lorenzo Bianchi (3.09.1951 — 30.11.1968);
- епископ Francis Xavier Hsu Chen-Ping (30.11.1968 — 23.05.1973);
- епископ Пётр Ли Хунцзи (21.12.1973 — 23.07.1974);
- кардинал Иоанн Батист У Чэнь Чжун (5.04.1975 — 23.09.2002);
- кардинал Иосиф Чэнь Жицзюнь (23.09.2002 — 15.04.2009);
- кардинал Иоанн Тун Хон (15.04.2009 — 01.08.2017);
- епископ Михаил Ён Минчхён (01.08.2017 — 03.01.2019, до смерти);
  - кардинал Иоанн Тун Хон (05.01.2019 — 17.05.2021) — апостольский администратор;
- кардинал Стефан Чжоу Шоужэнь, S.I. (17 мая 2021 — по настоящее время).

## Источник
- Annuario Pontificio, Libreria Editrice Vaticana, Città del Vaticano, 2003, ISBN 88-209-7422-3
- Булла Quotidie Nos, AAS 38 (1946), стр. 301  (лат.)